# Мельтюхов, Михаил Иванович
Михаи́л Ива́нович Мельтюхо́в (род. 14 марта 1966, Москва, РСФСР, СССР) — российский историк. Доктор исторических наук (2004), доцент. Автор работ о предыстории Великой Отечественной войны, в которых он отстаивает «ревизионистскую» концепцию писателя Виктора Суворова, согласно которой СССР готовился напасть на нацистскую Германию в 1941 году. Как выводы в работах Мельтюхова, так и методология его работ, были объектами критики других историков.

## Биография
Родился 14 марта 1966 года в Москве в семье служащих. 
Учился в средней школе № 54 Москворецкого района, жил в доме № 18 по Садовнической улице (бывшая Осипенко).
В 1984—1986 годах служил в Советской Армии.
По образованию[прояснить] учитель истории и обществознания.
В 1995 году защитил диссертацию на соискание учёной степени кандидата исторических наук по теме «Современная отечественная историография предыстории Великой Отечественной войны, 1985—1995 гг.» (специальность 07.00.09 — «историография, источниковедение и методы исторического исследования»).
В 2004 году защитил диссертацию на соискание учёной степени доктора исторических наук по теме «Политика обеспечения национально-государственных интересов Советского Союза в Европе в преддверии Великой Отечественной войны : Март 1939 — июнь 1941 гг.» (специальность 07.00.02 — «отечественная история»).
Старший научный сотрудник Всероссийского НИИ документоведения и архивного дела.
Профессор кафедры истории России и права Института инновационных технологий и государственного управления Московского технологического университета.
В наиболее известной своей работе («Упущенный шанс Сталина») он выдвигает концепцию, согласно которой в 1941 году и Германия, и СССР, не зная о планах друг друга, готовили нападение на противоположную сторону.

«Первоначально вермахт готовил вторжение на 16 мая, а Красная Армия — на 12 июня 1941 г. Затем Берлин отложил нападение, перенеся его на 22 июня, месяц спустя то же сделала и Москва, определив новый ориентировочный срок — 15 июля 1941 года. Как ныне известно, обе стороны в своих расчётах исходили из того, что война начнётся по их собственной инициативе».

## Критика
Доктор исторических наук и автор работ о Второй мировой войне Андрей Мерцалов характеризует работы Мельтюхова как «весьма посредственные»:

...автор недостаточно знаком с освещением избранной им темы в отечественной литературе. Так, на деле «роль союзников в войне» в СССР начали исследовать, как и «спорить о наличии» секретного приложения к советско-германскому пакту, о политическом характере войны Германии против СССР, задолго до 1989 г. Ошибочно сводить фактическое многоголосие новейшей литературы о предыстории войны к двум направлениям — официальному и оппозиционному. Это упрощение. Д. Волкогонова и Г. Куманева лишь при самой безудержной фантазии можно отнести к специалистам по этой теме, а В. Резуна — к ученым. Автор взялся рассматривать освещение всей проблемы в литературе СССР — РФ вне связи с соответствующей зарубежной, в первую очередь, с германской историографией. Это чрезвычайно ослабляет его позиции.

Мельтюхов, как правило, лишь сообщает различные точки зрения, не высказывая собственного мнения. Такая описательность недопустима в науке. Историография же вообще немыслима без оценок и критики. Автор справедливо замечает слабую изученность темы «Красная армия накануне войны», такую же источниковую основу, осуждает апологетику и сам... впадает в ту же односторонность. Так, он безосновательно утверждает, что в предвоенных трудах советских теоретиков доминировала «идея внезапного упреждающего удара», её «полностью разделяли» руководители НКО и ГШ. Ссылка на «мнение В. Суворова и И. Гоффмана» (ФРГ), уже отвергнутого наукой, не усиливает позиции автора. Вслед за ними он реабилитирует фашизм и обвиняет в агрессивности СССР, закрывает глаза на шоковое состояние советского руководства. Слабо подготовленный в военно-теоретическом отношении критик не сумел оценить освещение советскими историками всего комплекса вопросов, связанных с внезапным нападением на СССР. По утверждению Мельтюхова, некие «положения» Резуна «опираются на серьезную базу исторических фактов» и до сих пор «не поколеблены», а ничтожные по своему содержанию книги Резуна будто бы ставят «научные проблемы», содержат «новую концепцию».
Кандидат исторических наук Юрий Никифоров критически отзывается о работах Мельтюхова, В. Д. Данилова и В. А. Невежина: как он пишет, они основываются на неоправданном «собственном истолковании отечественных архивных материалов», в частности, на отождествлении понятий «наступление» и «нападение», первое из которых они обнаруживают в предвоенной риторике в пропагандистских материалов Красной армии, и в то время как Габриэль Городецкий чётко разграничивает «упреждающий (превентивный) удар» как оборонительную операцию, о которой говорится в «Соображениях...» Генштаба от 15.05.1941, и «превентивную войну», понятие, чуждое советской военной науке, Мельтюхов, Данилов и Невежин их отождествляют; Мельтюхов при рассмотрении вопроса отвергает такие элементы военной доктрины, как цели войны и политический характер доктрины как «оценочные» и выводит агрессивные намерения СССР из предполагаемого способа ведения военных действий (наступления). Как пишет Никифоров, «не надо быть специалистом в военном деле, чтобы понять безграмотность предложения использовать для характеристики военной доктрины только предполагаемый способ ведения военных действий: в ходе войны на разных её этапах армия может придерживаться, в зависимости от обстановки, и оборонительной тактики, и наступательной».

Аргументация М. И. Мельтюхова и других сторонников «ледокольной» концепции большинством отечественных учёных была расценена как недостаточно убедительная. Прежде всего, было обращено внимание на неоправданное отождествление в работах названных авторов понятий «наступление» и «агрессия». Так, например, А. Н. и Л. А. Мерцаловы подчеркнули, что в военной науке принято различать эти понятия. <...> В справедливой и несправедливой, захватнической или освободительной войне армия может и наступать, и обороняться. А любой Генеральный штаб обязан разрабатывать всевозможные варианты ведения военных действий.
Помимо этого, Мельтюхов выводит агрессивные намерения СССР исходя из противоречия между тем фактом, что СССР готовился к войне с Германией, и утверждением, будто Сталин «не верил» в возможность нападения Германии; принимая последнее как абсолютно достоверное, Мельтюхов делает вывод, что Сталин готовил нападение на Германию.

Это положение (единственное, кстати, из «насквозь сфальсифицированной» в советское время истории Второй мировой войны) названные авторы не считают нужным подвергать «пересмотру». <...> Новейшие, и давно известные исследователям документы свидетельствуют об обратном: Сталин и Генеральный штаб Красной Армии не только видели всё возрастающую угрозу со стороны Германии, но и принимали меры для предотвращения вероятного столкновения. В этом контексте современные исследователи склонны рассматривать и дипломатические манёвры советского руководства, предпринимаемые накануне войны, и меры по усилению войск приграничных округов, форсированию оборонительного строительства и интенсивную работу по корректировке оперативных планов. Допустимой представляется интерпретация «поворота» в советской пропаганде, произошедшего весной 1941-го года как части демонстративных мероприятий с целью оказать силовое давление на Германию.
В другом тексте Никифоров оценивает работы Мельтюхова ещё более критически, описывая подход Мельтюхова как недобросовестный: так, Мельтюхов ошибочно приписывает свои мнения другим историкам и свои положения снабжает ложными ссылками, а пересказывая мнения других историков, Мельтюхов предпочитает выбор тех или иных мнений как правильных, не обосновывая причины выбора: «Трудно понять, однако, что М.И. Мельтюхов имеет в виду под «фактическим», а что под «документальным материалом», поскольку в тексте диссертации не приведено ни одного подтверждения в пользу предлагаемых выводов, если не считать таковым постоянных ссылок на «мнения» Киселева, Данилова, Суворова, Хоффмана и свое собственное, а также нехитрого рассуждения, что раз Сталин не верил в возможность нападения Германии, то не должен был и готовиться к войне».

## Основные работы
- Канун Великой Отечественной войны: Дискуссия продолжается. — М., 1995.
- [militera.lib.ru/research/meltyukhov/index.html Упущенный шанс Сталина: Советский Союз и борьба за Европу: 1939—1941]. — (Документы, факты, суждения). — М.: Вече, 2000. — ISBN 5-7838-0590-4.
- [militera.lib.ru/research/meltyukhov2/index.html Советско-польские войны: Военно-политическое противостояние 1918—1939 гг.] — М.: Вече, 2001. — 464 c. — (Военные тайны XX века). — 7000 экз. — ISBN 5-7838-0951-9.
- Мельтюхов М. И., Проэктор Д. М. Блицкриг в Европе, 1939—1941: Польша. — М.: АСТ, Terra Fantastica, 2004. — ISBN 5-17-018623-1, ISBN 5-7921-0416-6.
- Освободительный поход Сталина. — М., Яуза, Эксмо, 2006. — ISBN 5-699-17275-0.
- Преддверие Великой Отечественной войны 1939—1941 гг.: Становление великой державы. — (Правда Виктора Суворова. Переписывая историю Второй мировой). — М.: Яуза, 2006. — ISBN 5-87849-214-8. — C. 31—108.
- Великая Отечественная катастрофа: Трагедия 1941 года. — 2007. (сборник статей, один из авторов)
- Мельтюхов М. И. Главная ложь Виктора Суворова // Неправда Виктора Суворова-2: Сборник. — М.: Яуза, Эксмо, 2008. — ISBN 978-5-699-26288-5.
- Мельтюхов М. И. Красная Армия и несостоявшаяся революция в Германии: 1923 год. — М.: АИРО-XXI, 2013.
- Мельтюхов М. И. Прибалтийский плацдарм (1939—1940): Возвращение Советского Союза на берега Балтийского моря — М.: Алгоритм, 2014. — 720 c. — 1000 экз. — ISBN 978-5-4438-0602-0.